# Roland Glowinski
Roland Glowinski (Paris, 9 de março de 1937 - 26 de janeiro de 2022) foi um matemático franco-estadunidense.
Obteve um doutorado na Universidade Pierre e Marie Curie em 1970, orientado por Jacques-Louis Lions. É conhecido por seu trabalho em matemática aplicada, em particular solução numérica e aplicações de equações diferenciais parciais e desigualdades variacionais. É membro da Académie des Sciences e desde 1985 catedrático da Universidade de Houston.
Morreu no dia 26 de janeiro de 2022, aos 84 anos.

## Obras
- Numerical methods for nonlinear variational problems, Springer Verlag 1984, 2008
- com Jacques-Louis Lions, Raymond Trémolières: Numerical Analysis of variational inequalities, North Holland 1981
- com Jacques-Louis Lions, Jiwen He: Exact and approximate controllability for distributed parameter systems : a numerical approach, Cambridge University Press 2008
- com Michel Fortin: Augmented Lagrangian methods : applications to the numerical solution of boundary-value problems, North Holland 1983